# Хотетовские
Хотетовские — угасший княжеский род, предположительно происходивший от Ивана Мстиславича, внука Святослава Титовича карачевского.
Род внесён в Бархатную книгу. При подаче документов (01 февраля 1686) для внесения рода в Бархатную книгу, была предоставлена родословная роспись князей Хотетовских.

## Происхождение и история рода
Родоначальник — князь Иван Мстиславич Карачевский-Хотет, сын которого князь Михаил, приехал (1408) из Литвы к великому князю московскому Василию Дмитриевичу, и стал зваться Хотетовским. С точки зрения этимологии более вероятно происхождение фамилии от Хотетовского удела.
Князь Дмитрий Иванович Хотетовский воевода, участник походов в начале царствования Ивана Грозного и шведского похода (1549). Сын его Гавриил Дмитриевич— болховский городовой дворянин (1627-1629) и дворянин московский (1629-1640), женат на Марии Фёдоровне Кривцовой (1636), получивший в приданое половину села Окатово в Задубровском стане Кашинского уезда. Внук Гавриила, Иван Степанович, стольник (1676), окольничий (1683-1692) и любимец царевны Софьи Алексеевны, состоял на придворной службе (1683—1690), присутствовал во владимирском и московском судном приказах (1689—1690), служил при Петре I (до 1698).
Сын последнего - Анисим Иванович Хотетовский, комнатный стольник при царе Иване Алексеевиче и стольник Петра I во время Северной войны, был последним представителем в мужском колене старшей ветки князей Хотетовских. Прекратились, около того же времени, две другие ветви князей Хотетовских.

## Известные представители
- Князь Хотетовский Фёдор Фёдорович — стряпчий (1658), стольник (1668).
- Князь Хотетовский Фёдор Фёдорович — стряпчий (1676), стольник (1682-1692).
- Князь Хотетовский Гаврила Фёдорович — стольник (1682-1692).
- Князь Хотетовский Иван Семёнович — стольник, местничал в связи с отказом от назначения в крестный ход (1685)[4][5].

## См.также
- Хотетовское княжество
- Бунаковы — дворянский род